# Гибсон, Милли
Аме́лия Ив Ги́бсон (англ. Amelia Eve Gibson), известна как Ми́лли Ги́бсон (англ. Millie Gibson, род. 19 июня 2004, Теймсайд, Северо-Западная Англия) — английская актриса. Известна ролями Келли Нилан в мыльной опере ITV «Улица Коронации» (2019—2022) и Руби Сандей в научно-фантастическом телесериале «Доктор Кто» (2023—2025).

## Ранняя жизнь
Гибсон родилась 19 июня 2004 года в Большом Манчестере. Когда была младенцем, получила шрам на левой брови от падения с лестницы. Будучи из деревни Броудботтом района Теймсайд, училась в благотворительной школе Олдема. Посещала курсы драмы в Театральной мастерской Олдема, где её приметило агентство талантов «Scream Management» из Manchester Media City, которое начало представлять её.

## Карьера
Гибсон начала свою карьеру с роли Индиры Кейв в телесериале CBBC «Джейми Джонсон». Гибсон продолжала сниматься во втором и третьем сезонах, в итоге появившись в 16 сериях. В ноябре 2017 года появилась в роли Мии в третьей серии телесериала BBC One «Любовь, ложь и записи». В октябре 2018 года появилась в трёхсерийном сериале ITV «Бабочка» в роли Лили Даффи.
В июне 2019 года Гибсон присоединилась к работе над мыльной оперой ITV «Улица Коронации» в роли Келли Нилан. Первоначально появилась в пяти сериях и в апреле 2020 года вернулась в качестве постоянного персонажа. За роль Келли удостоена Британской премии в области мыльных опер лучшему молодому артисту 2022 года. Она также в том же году была номинирована на лучшую актрису Inside Soap Awards. В августе 2022 года было объявлено, что Гибсон решила покинуть сериал и что произойдёт это в том же году.
В ноябре 2022 года во время благотворительного телемарафона «Дети в нужде» было официально объявлено о том, что Гибсон в 14-м сезоне сериала «Доктор Кто» будет играть новую спутницу Пятнадцатого Доктора (Шути Гатва) по имени Руби Сандей. Первой её серией стал рождественский спецвыпуск 2023 года под названием «Церковь на Руби-роуд». В апреле 2024 года было объявлено, что она вернётся в 15-м сезоне.

## Фильмография

### Телевидение
| Год       |   | Русское название      | Оригинальное название  | Роль                                     |
| --------- | - | --------------------- | ---------------------- | ---------------------------------------- |
| 2017—2018 | с | Джейми Джонсон        | Jamie Johnson          | Индира Кейв (главная роль, 16 серий)     |
| 2017      | с | Любовь, ложь и записи | Love, Lies and Records | Мия (серия № 1.3)                        |
| 2018      | с | Бабочка               | Butterfly              | Лили Даффи (главная роль, 3 серии)       |
| 2019—2022 | с | Улица Коронации       | Coronation Street      | Келли Нилан (постоянная роль, 215 серий) |
| 2023—2025 | с | Доктор Кто            | Doctor Who             | Руби Сандей (главная роль)               |
|           | с | Сага о Форсайтах      | The Forsyte Saga       | Ирэн                                     |

### Театр
| Год  | Русское название  | Оригинальное название | Роль        | Театр                         | Ссылки |
| ---- | ----------------- | --------------------- | ----------- | ----------------------------- | ------ |
| 2015 | Им                | Eyam                  | Джой Фостер | Театр Колизей в Олдеме        | [ 24 ] |
| 2015 | Уют и радость     | Comfort and Joy       | Грейс       | Театральная мастерская Олдема | [ 24 ] |
| 2019 | Выпускной! Мюзикл | Prom! The Musical     | Лисетт      | Театр Колизей в Олдеме        | [ 25 ] |

### Радио
| Год  | Русское название     | Оригинальное название | Роль       | Производство | Примечания | Ссылки |
| ---- | -------------------- | --------------------- | ---------- | ------------ | ---------- | ------ |
| 2018 | Я, опять я и снова я | Me Myself I           | Эсме       | BBC Radio 4  |            | [ 26 ] |
| 2019 | Стоун                | Stone                 | Элис Стоун | BBC Radio 4  | 5 серий    | [ 27 ] |

## Награды и номинации
| Год  | Премия                                   | Категория                    | Работа            | Результат | Ссылки |
| ---- | ---------------------------------------- | ---------------------------- | ----------------- | --------- | ------ |
| 2022 | Британская премия в области мыльных опер | Лучший молодой артист        | «Улица Коронации» | Победа    | [ 28 ] |
| 2022 | Национальная телевизионная премия        | Роль в драматическом сериале | «Улица Коронации» | Лонг-лист | [ 29 ] |
| 2022 | Inside Soap Awards                       | Лучшая актриса               | «Улица Коронации» | Номинация | [ 18 ] |
| 2022 | I Talk Telly Awards                      | Лучшая роль в мыльной опере  | «Улица Коронации» | Номинация | [ 30 ] |